# Kholodnoje tango
Kholodnoje tango (russisk: Холодное танго) er en russisk spillefilm fra 2017 af Pavel Tjukhraj.

## Medvirkende
- Rinal Mukhametov som Maks
- Jelisej Nikandrov
- Julija Peresild som Laima
- Asja Gromova
- Sergej Garmasj som Grigorij Ivanovitj Taratuta